# 单蕊麻
单蕊麻（学名：Droguetia iners subsp. urticoides）为荨麻科单蕊麻属的亚种。分布在印度尼西亚、印度以及中国大陆的云南等地，生长于海拔2,500米的地区，常生于山地林中，目前尚未由人工引种栽培。